# 하노버 전투
하노버 전투(Battle of Hanover)는 1863년 6월 30일 펜실베이니아주 요크 카운티에서 일어난 전투다. 미국 남북전쟁의 게티즈버그 전역의 일부이다.
북군 후방 북쪽으로 주변을 휘젓고 다니던 젭 스튜어트 소장의 남군 기병대는 하노버의 마을 거리를 지나던 북군 기병 연대를 공격했다. 뒤이어 북군 엘른 파른스워스 준장의 기병여단이 도착하여 남군 선봉대에 반격하여 스튜어트를 거의 잡을 뻔했다. 스튜어트도 곧 반격에 나섰다. 조지 암스트롱 커스터 준장 여단으로 증강된 파른스워스 여단은 위치를 사수했고, 교착 상태가 계속되었다. 로버트 리의 북버지니아군 본대와 합류하려는 시도를 계속 지연시키는 북군 기병대를 끌어내기 위해 스튜어트는 북쪽과 동쪽으로 계속 돌아야 했다. 이 무렵, 북버지니아군은 게티즈버그 서쪽 캐시타운에 집결하고 있었다.

## 서곡
1863년 6월, 로버트 리의 북버지니아군이 펜실베이니아주를 향해 북쪽으로 진격하고 있을 때, 젭 스튜어트는 북군 포토맥군의 진격로를 가로질러 빠져나갔다. 일련의 기습 공격으로, 스튜어트 기병대는 상당수의 북군 보급 마차를 탈취했지만, 리의 진격로를 보호하거나 북군의 동태에 관한 정보를 보낼 수 있는 위치는 아니었다. 스튜어트가 리의 본대에 합류하고자 북쪽으로 방향을 돌렸을 때, 북군 기병 지휘관 알프레드 플레손튼은 휘하 사단에게 광범위한 방향으로 산개하여 리처드 S. 이월의 "반란군" 보병부대를 수색하라고 명령했다. 이월의 보병부대가 불과 며칠 전에 그 지역을 통과했었다. 저드슨 킬패트릭 사단이 북군 우익이었는데, 킬패트릭은 이월을 찾는 대신에 펜실베이니아 남쪽에서 활동 중인 스튜어트 기병대와 마주치게 될 것이었다.
킬패트릭 사단의 대부분은 6월 30일 아침 일찍 하노버를 관통하여 지나며, 재보급과 환호하는 마을 주민들의 인사를 받느라 잠깐 멈추었다. 하노버 마을은 얼마 전에 남군 엘리야 화이트 중령의 기병대로부터 기습을 받은 적이 있었던 것이다. 화이트 중령의 기병대는 스튜어트 기병대 소속이 아니라 요크 카운티를 점령한 주벌 얼리 사단 소속이었다. 화이트 중령의 버지니아인과 메릴랜드인들은 게티즈버그 근처에서 하노버로 향하는 철도 따라 이동하면서 말, 식량, 보급품, 옷, 그리고 그밖에 여러 물건을 마을 주민들로부터 약탈했고, 가치가 없는 남부동맹 화폐나 남부동맹 정부 명의의 차용증을 발급해주었다. 또, 화이트의 기습부대는 지역 내 전신선을 절단하여 외부 세계와 연락도 차단했다. 이런 상황에서 킬패트릭 기병대의 도착은 마을 주민들에게는 예상하지 못한 기쁜 일이었고, 하노버 주민들은 병사들에게 식량과 마실 것으로 따뜻하게 그들을 맞았다.
킬패트릭의 기병들 대부분은 다시 말에 올라타 애보츠타운(Abbottstown)를 향해 피전 언덕 근처를 지나 북쪽으로 출발했다. 그는 하노버 서쪽과 남쪽 도로에 경계 임무를 위해 소규모 후위대를 배치했다. 그 동안, 스튜어트는 메릴랜드의 쉬리버 코너의 숙영지를 떠나 펜실베이니아 주로 메이슨-딕슨 방위선을 지나 북쪽으로 전진하고 있었다. 북군 기병대가 자신의 진격 목표였던 리틀스타운 근처에 나타났다는 소식을 듣고 요크 카운티에 인접한 하노버로 방향을 바꾸었다. 스튜어트는 록크빌 근처에서 나포한 보급품을 잔뜩 적재한 거추장스런 125대의 보급 마차때문에 천천히 이동했다. 게다가 그는 전날 웨스트민스터에서 스튜어트를 방해하려 한 델라웨어 기병대와 소규모 접전을 벌이기도 했다.

## 하노버 전투
6월 30일 오전 10시, 펜실베이니아 18 기병연대의 후위대는 하노버 남서쪽 약 4.8km(3마일) 지점에서 남군 전초부대와 우연히 충돌했다. 소화기로 교전하는 동안, 남군 기병대원이 죽었고, 몇 명이 부상당했다. 얼마 안되어 펜실베이니아 18 기병대의 G중대 약 25명의 소그룹이 접근해오던 스튜어트 기병대의 선발대인 존 R. 챔블리스 여단의 13 버지니아 연대에 포로가 되었다.
펜빌이라는 작은 마을 근처 하노버 남서쪽에서 노스캐롤라이나 2 기병대가 펜실베이니아 18 기병대의 주력부대를 공격하여 둘로 쪼개어 버렸다. 북군 생존자들은 스튜어트의 기마 포병대가 도착하여 포를 방열하고 포격을 개시하자 무질서하게 하노버를 지나 도망쳤다. 달아나는 펜실베이니아인들을 뒤쫓은 남군이 마을을 점령했을 때, 파른스워스 장군은 뉴욕 5 기병연대를 마을 근처 방어진지로 보내 거리에 전개하고 있는 "반란군"(Rebel)을 공격하여 노스캐롤라이나인들이 기껏 점령한 마을을 포기하게 만들었다.
스튜어트와 챔블리스 여단의 주력부대가 전투 현장에 도착했을 때, 하노버 남쪽 카알 포니 농장 근처에서 추가 증원된 북군과 마주쳤다. 혼란스런 전투끝에 포위되자 스튜어트와 참모 장교들은 마을 경계선을 따라 순식간에 15피트의 넓은 도랑을 말로 뛰어넘으며 탈출로를 개척했다. 멀리서 포성이 들리자, 저드슨 킬패트릭은 하노버를 향해 남쪽으로 급히 달렸다. 젊은 장군은 하노버 안팎으로 부하들을 배치하기 시작했고, 몇몇 거리에는 농장 마차, 의류 상품 상자, 기타 이용할 수 있는 것들로 거리에 장벽을 설치했다. 오후 직전에 포니 농장 전투는 남군(Rebels)이 접촉을 상실하여 끝났다. 킬패트릭은 새로 도착한 커스터 여단을 농장에 배치하고, 이후 상황 전개에 대비했다.
한편, 피츠휴 리 여단이 도착했을 때, 스튜어트는 챔블리스의 부하들을 하노버 남서쪽 켈러 농장에서 마을 남동쪽 마운트 올리벳 묘지까지 뻗어나간 능선의 새로운 방어 거점으로 이동시켰다. 반면에 킬패트릭은 커스터와 파른스워스로 보강된 여단으로 방어선을 강화시켰고, 대포들도 끌고 왔다.
마을 남쪽 약 3.6km(2마일) 지점에 엄중한 경비 속에 노획한 마차들을 남겨놓고, 웨이드 햄프턴 3세는 오후 2시 경에 여단과 브리테드 포병대를 이끌고 스튜어트 부대의 최좌익인 마운트 올리벳 묘지 근처의 진지로 향했다. 양측 포병대는 마을위로 포탄을 교환하며 대포병전을 전개했고, 포탄 파편은 몇몇 집에 구멍을 냈다. 방향을 잃은 포탄은 마을 주민이었던 헨리 위너브레너 부인과 그녀의 딸을 죽이기도 했다.
그러는 사이, 말에서 내린 커스터의 미시간 6 연대 병사들은 대포 2문의 지원 사격을 받으며 챔블리스와 약 275m(300 야드) 지점까지 이동했다. 측면 공격을 당해 15명을 포로로 잃은 미시간인들은 재공격을 시도하여 리틀스타운-프리데릭 간 도로를 확보하는 데 성공하여 북군 12 군단과 통신선을 개통했다. 이후 스튜어트와 킬패트릭은 더 이상 공격적인 기동을 하지 못했고, 양측 모두 소규모 접전과 탐색 작전을 벌였다.

## 전투 후
노획한 보급마차를 지키며 스튜어트는 서스퀘해나 강으로 향하고 있을 것이라고 생각한 이월이나 얼리를 찾으려고 하면서 북쪽으로 철수했다. 헨리 히스의 남군 보병과 존 뷰퍼드의 기병대가 게티즈버그에서 전투를 시작한 7월 1일 아침, 펜실베이니아주 도버에 도착한 스튜어트는 얼리가 이미 요크를 떠나 북버지니아군이 집결하고 있는 서쪽으로 향했다는 사실을 알게 되었다. 이월을 찾을 수 있을 것이라는 생각으로 칼라일(Carlisle)로 향한 스튜어트는 이월 대신에 3,000여명의 펜실베이니아 및 뉴욕주 출신으로 구성된 민병대가 도시를 점령하고 있는 것을 발견했다. 도시에 몇 발의 포탄을 쏜 후, 스튜어트는 게티즈버그 방향인 남쪽으로 철수했다. 하노버 전투와 칼라일에서 짧은 반격으로 스튜어트는 리의 본대와 합류하는 데 늦었다. 북버지니아군의 "눈과 귀"는 리를 실망시켰다.
하노버에서 손실은 비교적 경미했으나, 스튜어트와 리의 연결을 지연시킨 시간 면에서 손실은 매우 큰 것이었다. 하노버에서 인명 손실에 대한 추정은 다양하다. 한 자료에서는 북군의 피해를 전사 19명, 부상 73명, 실종 123명 등 총 215명으로 집계했다. 18 펜실베이니아 연대가 가장 많은 피해를 입었는데, 전사 3명, 부상 24명, 실종 57명이었다. 남군 측 인명 피해는 전사 9명, 부상 50명, 실종 58명 등 총 117명으로 추정되고 있다.

## 오늘날의 전투 현장
하노버 마을에서 교전은 가장 인상적인 기병 전투 단계였던 "The Picket"으로 기념되고 있다. 커스터와 킬패트릭의 지휘본부가 있던 위치를 알려주는 표지판이 세워져 있고, 마을 광장에는 포가 전시되어 있다. 2005년에, 시는 방문객들을 위해 전투를 설명하기 위해 도시 거리를 따라 핵심 지점에 12개 이상의 표지판을 세웠다. 그렇지만 커스터가 진출했던 포니 농장을 포함한 마을 남쪽은 현대에 들어와 개발로 옛 흔적은 사라졌다.

## 참고 문헌
- Rummel III, George, Cavalry of the Roads to Gettysburg: Kilpatrick at Hanover and Hunterstown, White Mane Publishing Company, 2000, ISBN 1-57249-174-4.
- Anthony, William, Anthony’s History of the Battle of Hanover. Hanover, Pennsylvania: Self-published, 1945.
- Encounter at Hanover: Prelude to Gettysburg. Gettysburg, Pennsylvania: Historical Publication Committee of the Hanover Chamber of Commerce, Times and News Publishing Company, 1962.
- National Park Service summary of the Battle of Hanover 보관됨 2006-05-26 - 웨이백 머신